# Curley (Indien Crow)
Pour les articles homonymes, voir Curley (homonymie).
Ashishishe (c. 1856 - 22 mai 1923), connu en anglais sous le nom de Curley ou Curly est un Amérindien Crow, célèbre pour son compte rendu de la bataille de Little Bighorn.

## Biographie
Ashishishe naît vers 1856 dans ce qui est aujourd'hui le Montana. Il est le fils de Strong Bear (Inside the Mouth) et de Strikes By the Side of the Water. Curley réside dans la réserve Crow dans le voisinage de Pryor Creek, et il épouse Bird Woman. Il s'engage dans l'armée des États-Unis comme éclaireur le 10 avril 1876.
Peu après, il est sélectionné comme éclaireur du 7e régiment de cavalerie pour l'expédition de la Little Bighorn en 1876 en compagnie de six autres guerriers crows, notamment White Man Runs Him, Goes Ahead et Hairy Moccasin. Il est le plus jeune éclaireur crow de l'expédition. Il assiste à certaines parties de la bataille de Little Bighorn, et la traduction de son témoignage est apparue plus tard dans différents journaux puisqu'il était alors supposé être le seul témoin survivant, du côté des États-Unis, de la « Dernière Résistance de Custer » (Custer's Last Stand). En fait, Curley a précisé n'avoir pas combattu lors de cette bataille : Custer avait en effet renvoyé les éclaireurs crows puisque leur mission de reconnaissance était terminée et aussi parce qu'il ne supportait pas leurs réserves quant à engager un aussi grand nombre d'adversaires. La valeur du témoignage de Curley tel que réuni par ceux qui l'ont interrogé a été discutée : il faut prendre en considération le peu de mots d'anglais que connaissait Curley, une formulation maladroite des questions suggérant la réponse et enfin la recomposition des réponses de Curley par les journalistes. Curley quitte l'armée le 30 septembre 1876.
Rendu à la vie civile, Curley devient un éleveur dans la réserve crow située en bordure de la rivière Little Bighorn, à proximité du site de la bataille. Il aurait aussi servi dans la police indienne. En 1886, il divorce de Bird Woman et épouse Takes a Shield. De ce second mariage naissent deux enfants dont une fille, Awakuk Korita ha Sakush.

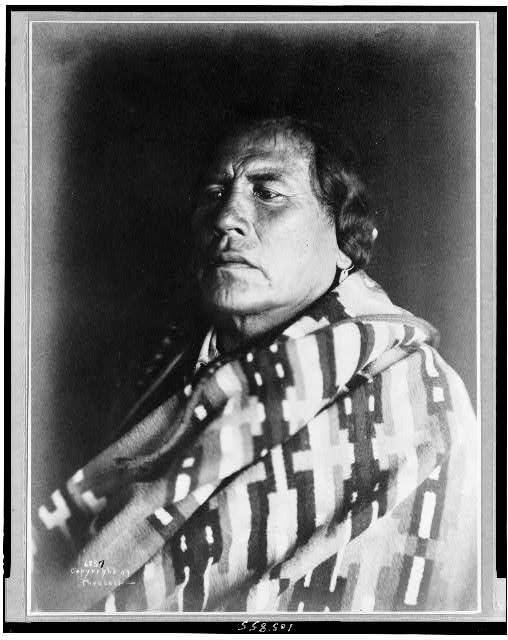
Curley, vers 1907.

Après quelques arguties, le gouvernement américain accorde une retraite à Curley à partir de décembre 1920. Il meurt d'une pneumonie en 1923. Sa dépouille repose au Custer National Cemetery.